# تاريخ استكشاف الفضاء على الطوابع السوفييتية
تاريخ استكشاف الفضاء السوفيتي على الطوابع السوفيتية.
لقد وُثِّق تاريخ استكشاف الفضاء السوفيتي توثيقًا جيدًا على الطوابع السوفيتية. وتغطي هذه الطوابع طيفًا واسعًا من المواضيع المتعلقة ببرنامج الفضاء السوفيتي. وبينما انصبّ التركيز بشكل كبير على الإنجازات الأولى للبلاد في مجال رحلات الفضاء، بما في ذلك: القمر الصناعي سبوتنيك 1 الذي يدور حول الأرض؛ وأول حيوان في الفضاء سبوتنيك 2؛ وأول إنسان في الفضاء وفي مدار الأرض، يوري غاغارين على متن فوستوك 1؛ وأول سير في الفضاء، أليكسي ليونوف على متن فوسخود 2؛ وامرأة في الفضاء، فالنتينا تيريشكوفا على متن فوستوك 6؛ وووصول المركبة بالقمر عام 1959، وهبوط المركبة غير المأهولة على القمر؛ ومحطة الفضاء الدولية؛ والمسبار بين الكواكب؛ فقد أشادت العديد من الطوابع بمواضيع فلكية أكثر عمومية أيضًا.

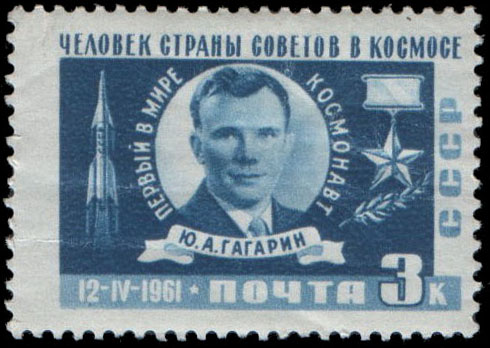
في 12 نيسان/أبريل 1961، صار يوري جاجارين أول إنسان في الفضاء الخارجي وأول من دار حول الأرض. طابع بريد سوفيتي صدر بعد رحلة غاغارين.

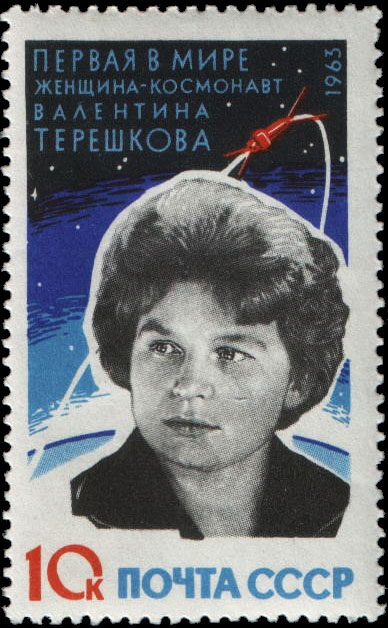
طابع بريد يحمل صورة فالنتينا تريشكوفا، أول امرأة في الفضاء

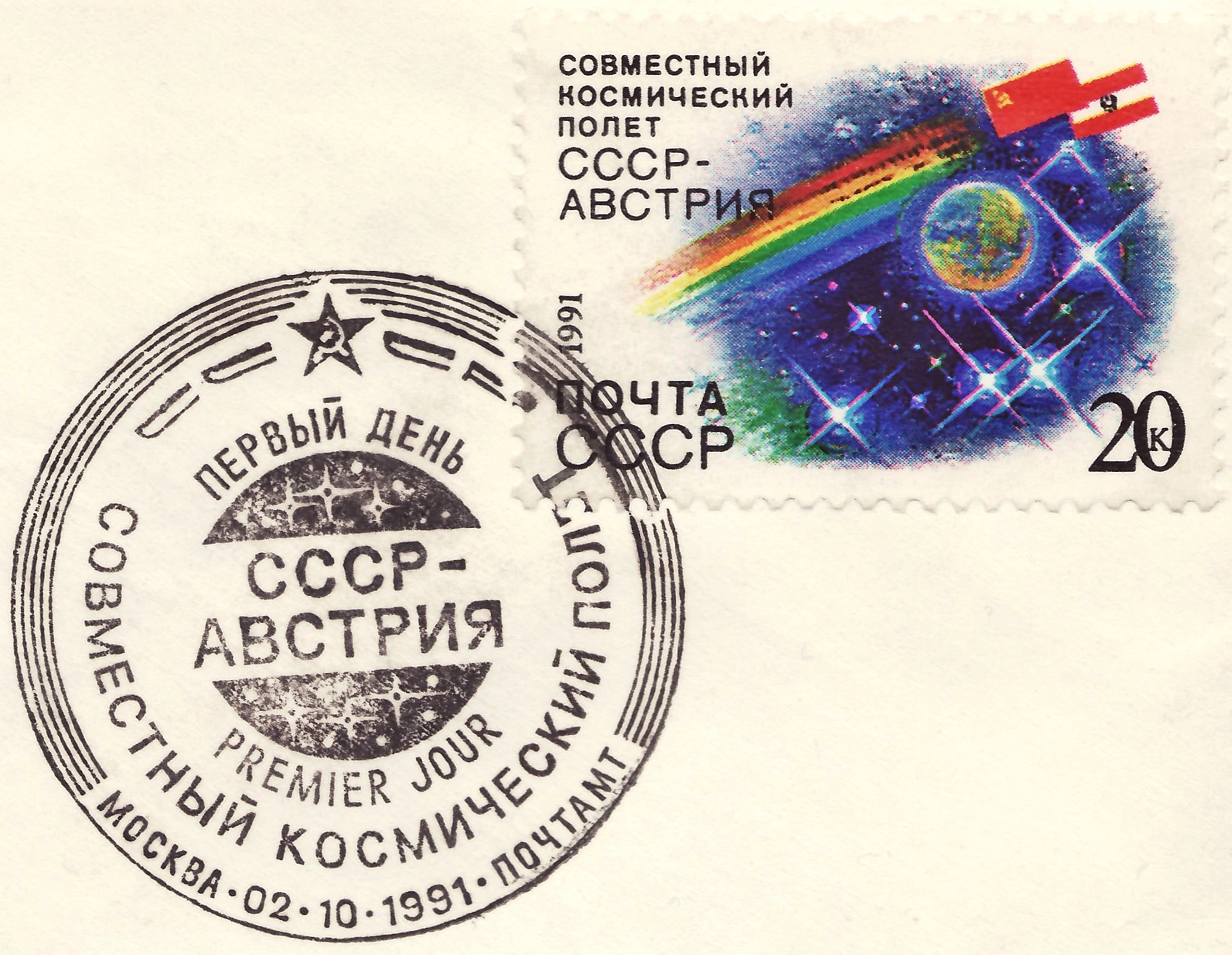
غلاف اليوم الأول لطابع بريد الاتحاد السوفيتي سنة 1991

## طوابع بريد سوفيتية تخص الفضاء

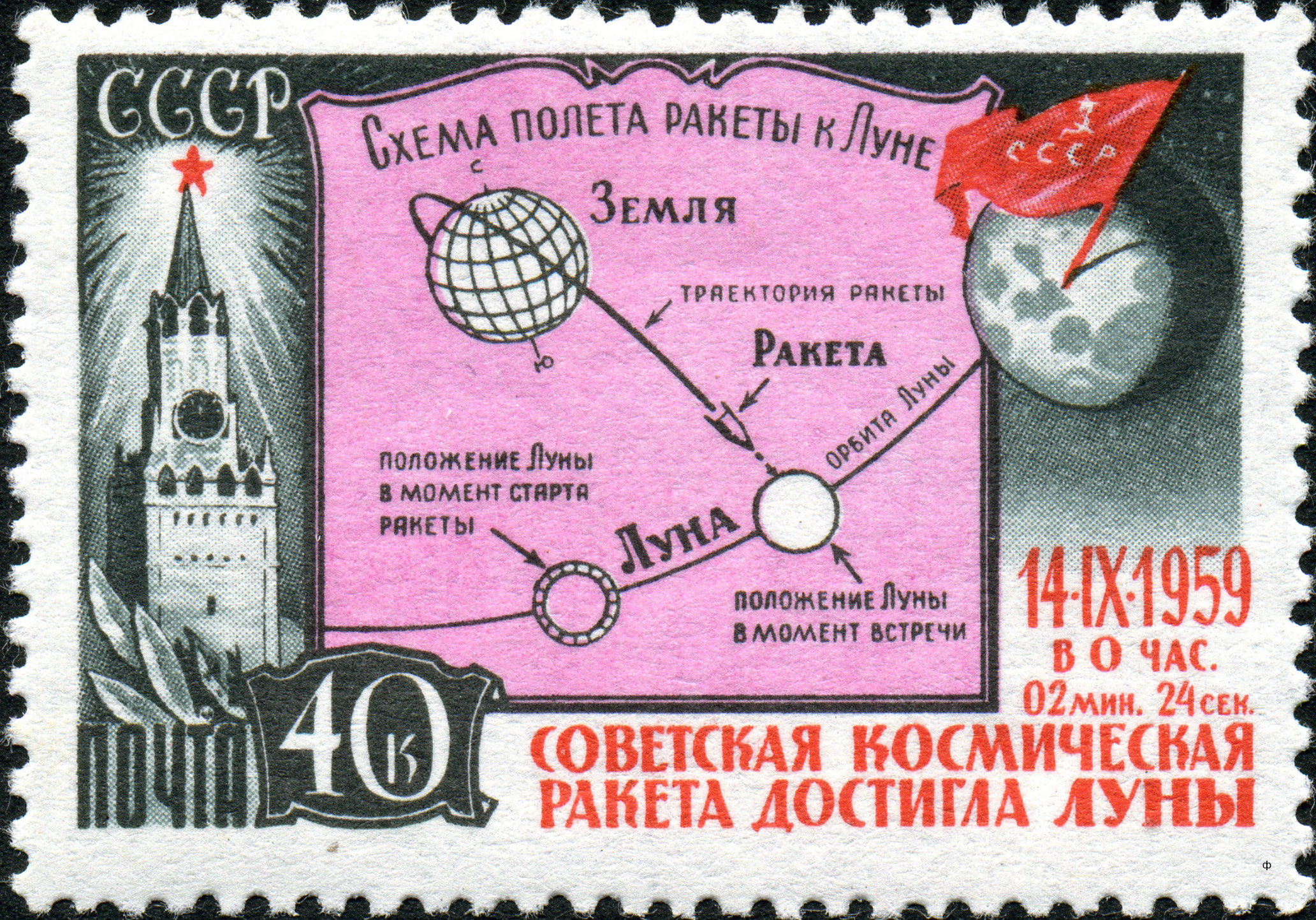
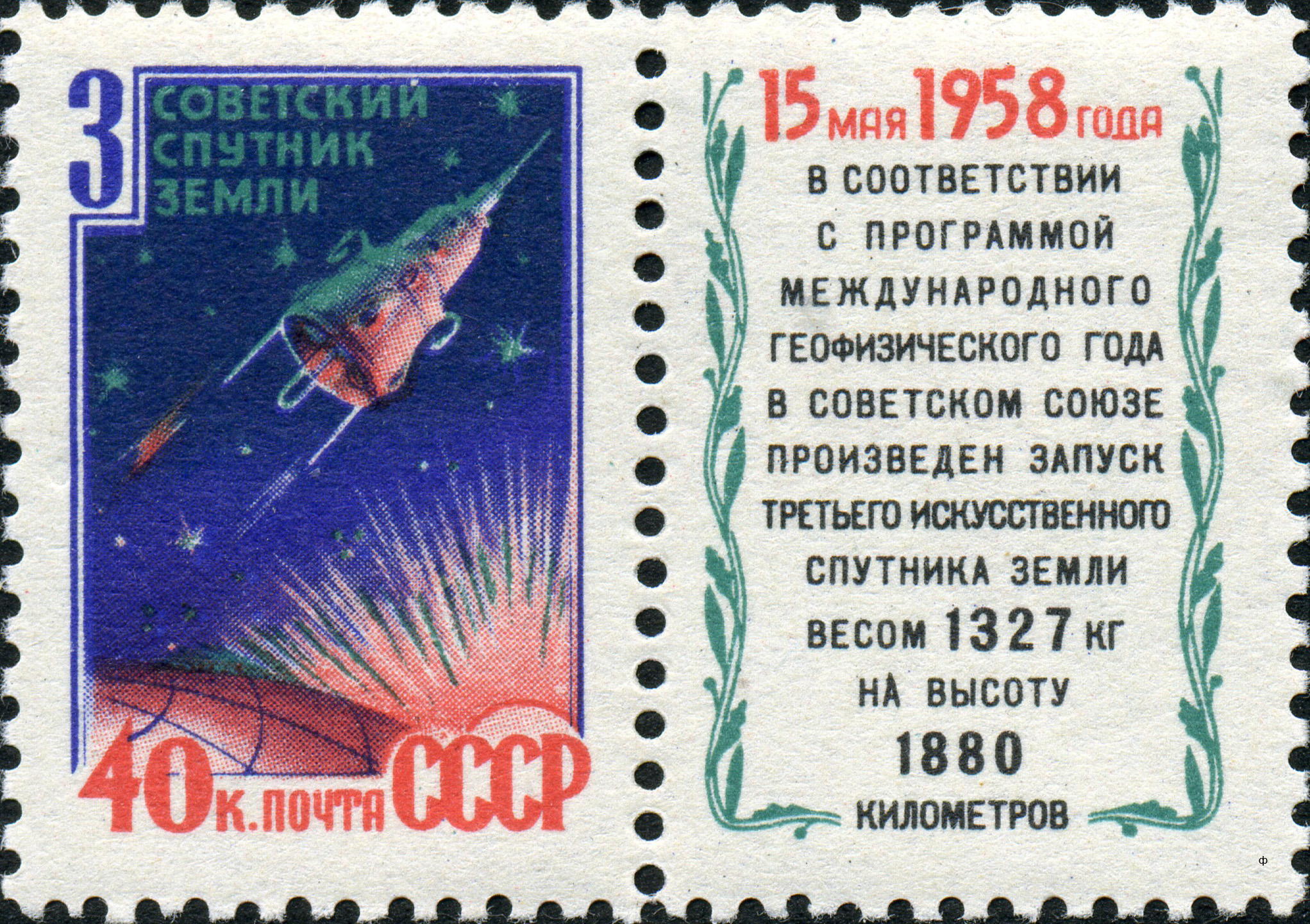
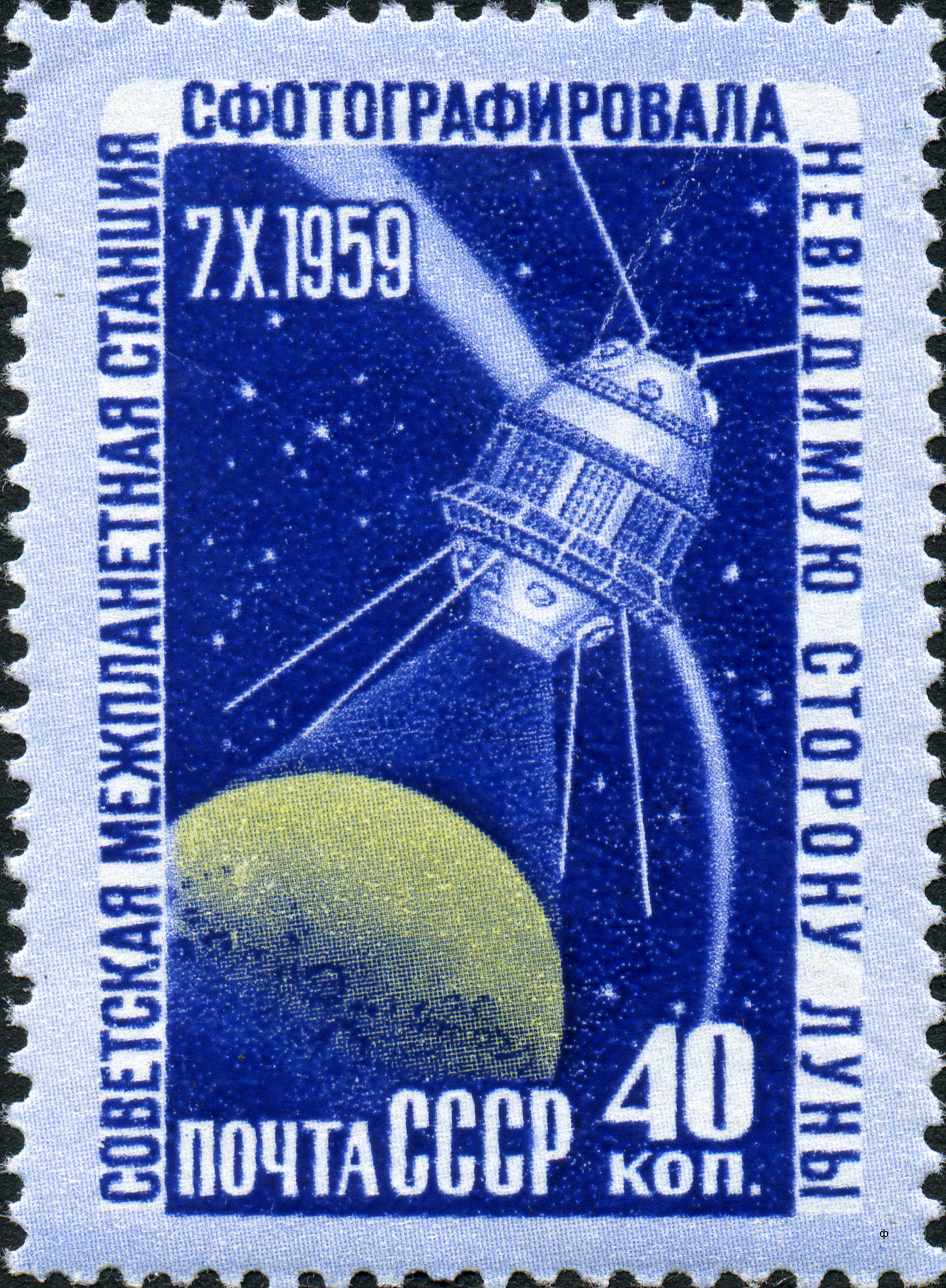
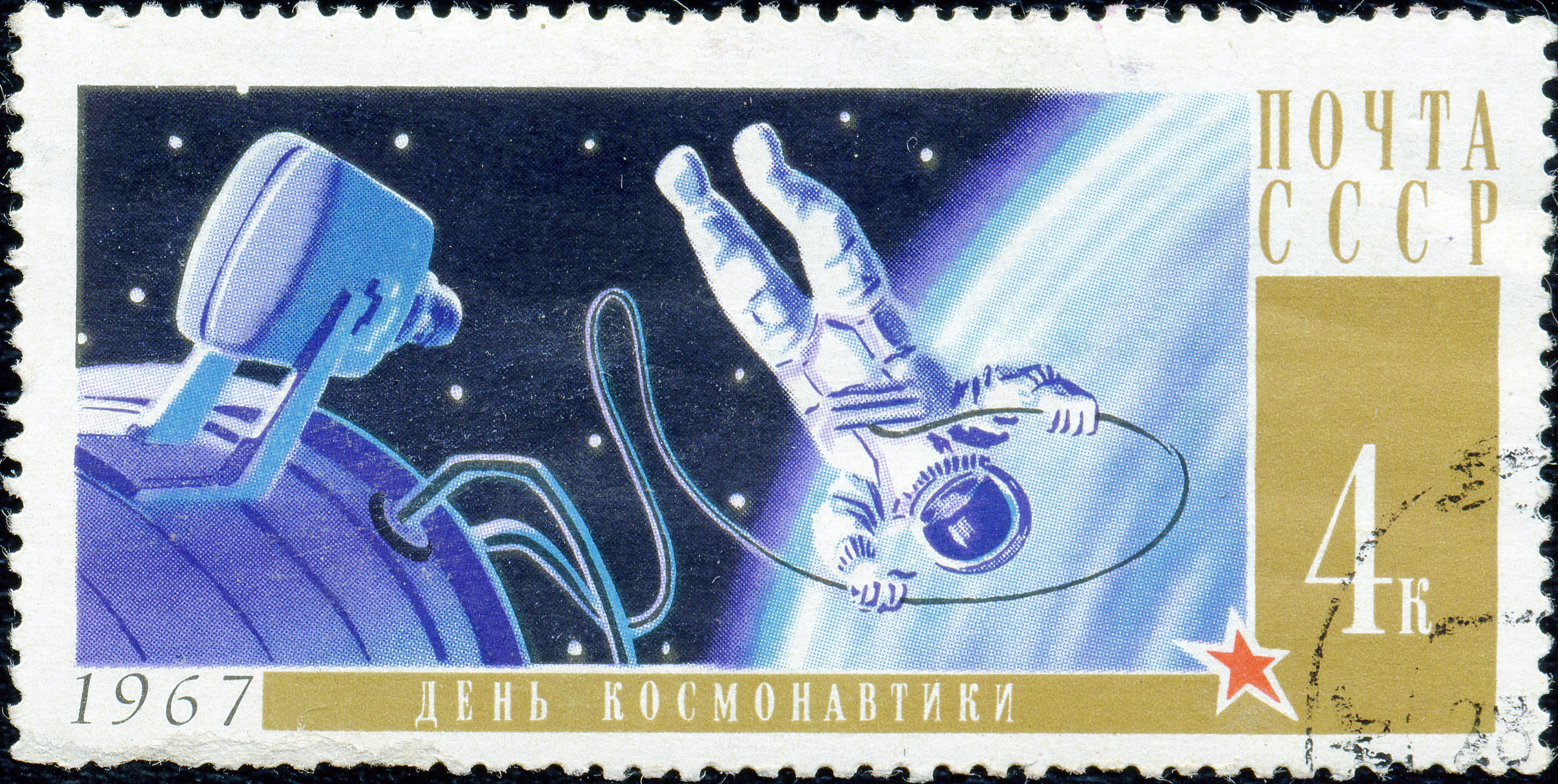

## اقرأ أيضا
- Gurevich, Iakov Borisovich and Vladimir Il'ich Shcherbakov. Kosmicheskaia filateliia: katalog-spravochnik. Moscow: Radio i sviaz, 1986, 126p.
- Kvasnikov, IU. S. Rossiiskaia kosmonavtika na pochtovykh markakh 1951–1995. Moscow: Novosti Kosmonavtiki?, 1996, 154p.
- Kvasnikov, Yuri. Russian Cosmonautics On Postage Stamps. Falkirk: Astro Space Stamp Society, 1999, 35p.
- Reichman, James G. Soviet and Russian philatelic items related to dogs in space. Mesa, Arizona, James G. Reichman, 2012, 97p.
- Sashenkov, Evgeniĭ Petrovich. Sovetskaia kosmonavtika v filatelii: katalog-spravochnik. Moscow: Glavnaia Filatelisticheskaia kontora, Soiuzpechati Ministerstva sviazi SSSR, 1967, 138p.

## روابط خارجية
- "Russian Topical Stamps: Cosmos". Topical. Postage Stamps and Stationery of Russia and USSR. مؤرشف من الأصل في 2024-06-13. اطلع عليه بتاريخ 2010-09-14.
- "What Does It Say?". Philatelic Snippets. Astro Space Stamp Society. مؤرشف من الأصل في 2021-01-26. اطلع عليه بتاريخ 2012-05-21.
- "Exploring the Moon on stamps". مؤرشف من الأصل في 2021-05-13. اطلع عليه بتاريخ 2011-12-26.